# Podocarpus sprucei
Podocarpus sprucei là một loài thực vật hạt trần trong họ Thông tre. Loài này được Parl. miêu tả khoa học đầu tiên năm 1868.